# Luís António da Costa de Sousa de Macedo
Luís António da Costa de Sousa de Macedo (Lisboa, Pena, 23 de Março de 1894 - 7 de Junho de 1952), também conhecido por 2.° Conde de Estarreja, foi um militar, empresário e diplomata português.

## Família
D. Luís António da Costa de Sousa de Macedo era o primogénito de dois filhos varões de D. João Carlos da Costa de Sousa de Macedo, 1.º Conde de Estarreja, e de sua mulher Maria Joana de Albuquerque.

## Biografia
Assentou Praça voluntariamente no Regimento de Cavalaria N.º 2 e, durante a Primeira Guerra Mundial, em 1917, partiu para França, incorporado no Corpo Expedicionário Português, como Alferes do Regimento de Cavalaria N.º 7. Desempenhou as funções de Oficial de Ligação do 3.º Grupo de Baterias de Artilharia, e foi condecorado com a Medalha da Campanha, com Estrelas, e a Medalha Interaliada da Vitória, e, ainda, a Fourragère azul da Ordem Militar da Torre e Espada, do Valor, Lealdade e Mérito, por ter sido com esta Ordem condecorada a sua Unidade, pela brilhante atuação que teve em La Bassée e Armentières. Foi Empresário e Cônsul da Dinamarca em Angola.
Usou o título de 2.º Conde de Estarreja, em vida de seu pai, por Autorização de D. Manuel II de Portugal no exílio de 11 de Dezembro de 1928 e Alvará do Conselho de Nobreza de Duarte Nuno de Bragança de 20 de Janeiro de 1948.

## Casamento e descendência
Casou em Lisboa, São Cristóvão e São Lourenço, a 4 de Janeiro de 1937 com Isabel de Almeida Correia de Sá (Lisboa, Lapa, 2 de Junho de 1909 - Lisboa, 1 de Janeiro de 2006), filha do 4.º Conde de Lavradio, da qual teve dois filhos e duas filhas.